# Fulvoclysia nerminae
Fulvoclysia nerminae is een vlinder uit de familie bladrollers (Tortricidae). De wetenschappelijke naam is voor het eerst geldig gepubliceerd in 1982 door Kocak.
De soort komt voor in Europa.